# 博伊科·鲍里索夫
博伊科·梅托迪耶夫·鲍里索夫（1959年6月13日—），保加利亚政治人物，2009年－2013年、2014年－2017年、2017年－2021年任总理。此前是索菲亞市长。
鲍里索夫也是保加利亞第二級別球會（B PFG）比斯萃萨维托沙的前锋足球員。

## 生平
鲍里索夫出生于班基雅。1982年内务部高级专业学校消防技术与安全专业毕业，1982年至1990年，他先后在内务部担任消防队员、索非亚警察学院教授。1991年，他创办了一家私人保安公司——“Ipon-1”，后来保卫很多著名人士，如保加利亚共产党执政时期的领导人托多尔·日夫科夫、前国王、后成为总理的西美昂二世（即西美昂·薩克森-科堡-哥達斯基）。1980年以来，鲍里索夫担任保加利亚空手道国家队主教练和裁判，一直积极参与国际比赛。
2001年至2005年，鲍里索夫担任保加利亚内政部首席秘書长，晋升上校，2002年晋升少将，2004年晋升中将。在2005年6月举行的议会选举中，他作为“稳定与振兴国民运动”(原西美昂二世国民运动)的候选人，在两个选区当选为第40届国民议会议员，但是出于内务部工作考虑放弃议员席位，继续担任首席秘書长职务，同年9月从内务部辞职。2005年10月作为独立候选人参加索非亚市长竞选，在第二轮投票中击败社会党候选人获胜，当选为首都索非亚市市长，11月10日接替斯特凡·索菲扬斯基（Stefan Sofiyanski）宣誓就职。
2006年，鲍里索夫创建了中右翼的保加利亞歐洲發展公民黨（GERB）（Граждани за европейско развитие на България–ГЕРБ，简称“公民党”），并任党主席。2009年7月5日，保加利亚举行第41届议会选举，鲍里索夫带领公民党获得39.71%的选票，获得了国民议会240个议席中的117席，成为议会第一大党。7月27日，他当选为总理，组成新一届政府。

## 辞职
2013年保加利亚多个城市数万人举行游行示威活动，抗议电力公司的垄断行为和高价电费，呼吁政府将电力公司国有化，更有抗议者要求总理鲍里索夫下台。19日，首都索非亚抗议活动升级，抗议者与警察发生冲突，导致14人受伤。2013年2月20日，鲍里索夫因不断升级的抗议示威活动向国民议会递交了内阁总辞呈。鲍里索夫在议会说：“已尽最大努力来满足抗议者的要求。现在起，我们再没有别的可做了。”2022年3月，鮑里索夫及所屬歐洲發展公民黨幾名成員因涉嫌濫用歐洲聯盟補助遭到拘押。

## 再任总理
2014年6月17日，保加利亚总统普列夫内利耶夫宣布在9月28日至10月12日期间提前举行议会选举。10月5日，保加利亚举行大选，344万保加利亚人参加投票，投票率46.8%，为1989年以来投票率最低的一次大选。9日的选举结果显示，保加利亚欧洲发展公民党在当天的选举中获得32.67%的选票，得票率第一，在议会赢得84个席位。根据保加利亚宪法，欧洲发展公民党（GERB）因未获得单独组阁所需的121个议席，需要与其他政党组成联合政府。11月7日，GERB与改革者集团组成盟友，并得到选择保加利亚复兴党和爱国阵线的支持，鲍里索夫再次出任总理。

## 逸事
2011年，鮑里索夫作為一名效力保加利亞第三級別球會比斯萃萨维托沙的業餘足球員，擊敗曼聯前鋒貝碧托夫，被保加利亞足球迷推選為2011年保加利亞足球先生。鮑里索夫後來請求主辦者撤銷該次投票。2013年夏季，比斯萃萨维托沙升级到保加利亚乙级联赛，54岁零2个月又12天的鲍里索夫在联赛出场，成为该国职业联赛历史上年纪最大的球员。

## 家庭
鲍里索夫現時單身，和经济和投资银行主管茨维特琳娜·鲍里斯拉沃娃（Tsvetelina Borislavova）生活在一起。